# Gortz
Gortz è una frazione del comune tedesco di Beetzseeheide, nel Land del Brandeburgo.

## Storia
Il 1º febbraio 2002 il comune di Gortz venne soppresso e fuso con i comuni di Butzow e Ketzür, formando il nuovo comune di Beetzseeheide.